# Contracimera de Gènova
S'anomena contracimera de Gènova les activitats organitzades pel moviment antiglobalització del 19 al 22 de juliol de 2001 com a resposta a la cimera del G8 que es realitzà durant aquells dies a la ciutat italiana de Gènova.
La contracimera va saltar a la primera pàgina dels diaris de tot el món a causa de la gran violència dels enfrontaments entre la policia i els manifestants, en els quals morí a causa del tret carabiniere (en defensa pròpia, segons una polèmica sentència judicial), el jove activista Carlo Giuliani.
Des de llavors s'han dictat diverses sentències judicials condemnant l'Estat italià pels abusos i la violència de les forces de l'ordre, malgrat els 250 casos arxivats per la dificultat de reconèixer la identitat del policia concret que va cometre l'homicidi.

## Polèmica abans de la cimera
Des de les manifestacions contra la cimera de l'OMC a Seattle de 1999, cada reunió d'un organisme internacional que el moviment antiglobalització considera il·legítim (G8, Banc Mundial, OMC, OTAN), provocaven una forta resposta de la ciutadania, convocant-se grans mobilitzacions que solien acabar amb enfrontaments entre els cossos repressius i els manifestants.
És per això que la decisió de realitzar la cimera del G8 a Gènova va suscitar dubtes ja mesos abans de la trobada, car no es considerava una ciutat adequada per a garantir la gestió de l'ordre públic. Les autoritats van recomanar als habitants de Gènova abandonar la ciutat aquell cap de setmana, mentre els mitjans de comunicació realitzaven una intensa cobertura de les mesures de seguretat adoptades, com els grans contenidors amb els quals es va tancar la zona rossa, o el segellat del clavegueram per temor a suposats atacs terroristes.

### La ciutat blindada

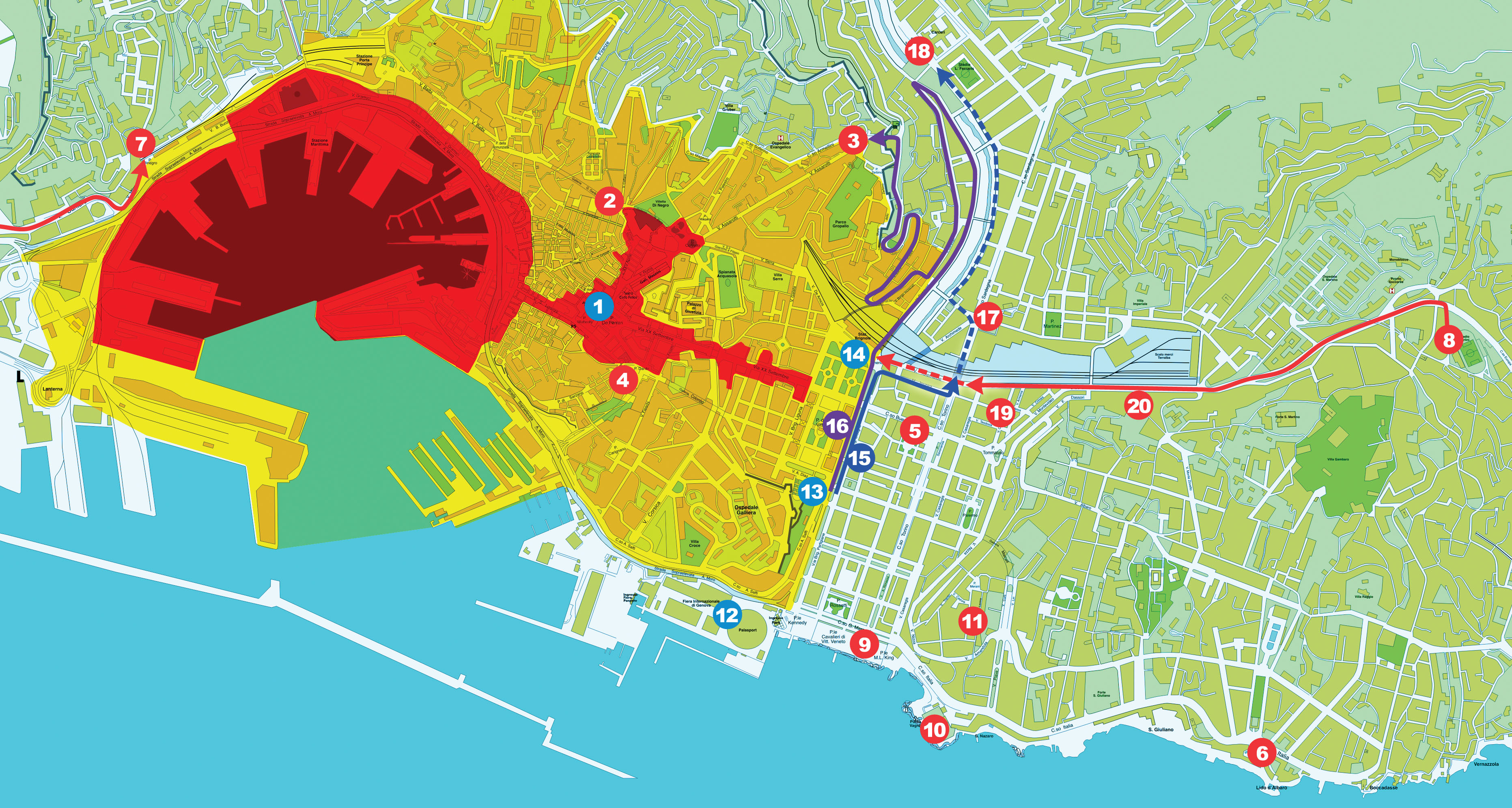
Divisió de la ciutat en zones segons la modalitat d'accés

Nogensmenys, a Gènova van ser destinats 20.000 policies i militars. La ciutat va ser dividida en tres zones, segons la modalitat d'accés:
- Zona rossa (Zona roja): es va definir així diversos quilòmetres quadrats al voltant d'on es mantindria la cimera del G8. Era una zona absolutament reservada, emmurallada mitjançant contenidors, a la qual només podien accedir els residents a través dels check points. Ha estat definida com la Fortezza di Genova.[4]
- Zona gialla (Zona groga): una àmplia zona entorn de la zona roja, l'accés a la qual estava limitat.
- La resta de la ciutat: s'hi podia accedir lliurement.

A la pràctica, l'accés a tota la ciutat es va fer força complicat ja que es va tancar l'estació de tren, el port i l'aeroport, on es van col·locar bateries de míssils terra-aire. A més, es van col·locar llocs de control en totes les carreteres que arriben a la ciutat. Una de les mesures de seguretat va ser traslladar a Gènova l'instrumental necessari per deshabilitar temporalment els telèfons mòbils.
Abans de la cimera es van produir alguns avisos de bomba, la gran majoria falsos. Tot hi que va haver-hi dos paquets bomba amb conseqüències reals: un va ferir un policia i un altre a Cologn Monzese, secretària del controvertit periodista Emilio Fede. En la tensa espera de la cimera molts genovesos van decidir abandonar la ciutat i molts comerços van tancar, barrant alguns els seus aparadors.

### Convocatòria de la contracimera
En aquest marc es creà el Genoa Social Forum (GSF), per a coordinar els 700 grups i associacions, de diferent ideologia i nacionalitat, determinats a protestar contra la cimera. El GSF demanà, a través dels seus portaveus, Vittorio Agnoletto i Lucca Casarini, la cancel·lació de la cimera. Argumentaren que la reunió dels cap d'estat i de governs era il·legítima, ja que uns pocs homes poderosos prendrien decisions que afectarien i condicionarien a pobles sense representació en el G8. També s'argumentà que la prohibició d'entrar a la zona rossa era una limitació a les llibertats constitucionals. El Govern no va acceptar la proposta, adduint els compromisos internacionals adquirits per Itàlia, per la qual cosa el GSF va decidir convocar la contracimera.

## Desenvolupament de la contracimera

### Dijous 19 de juliol

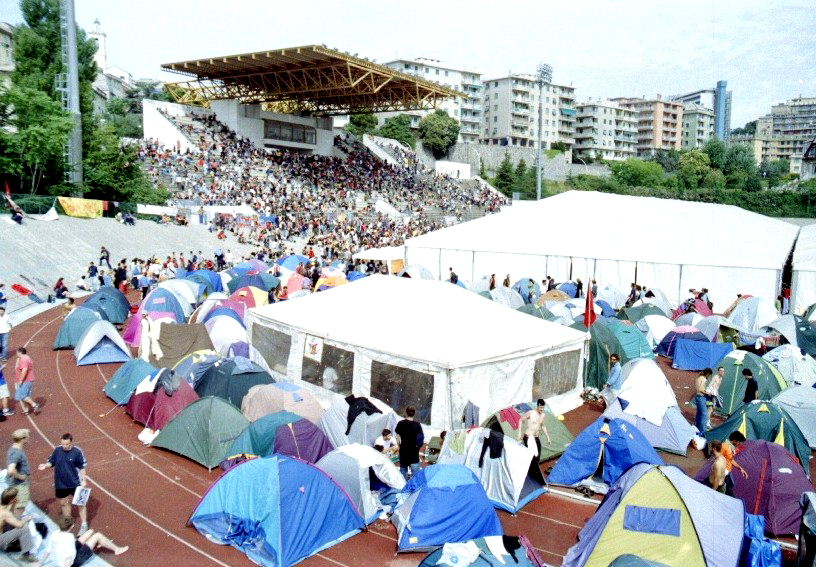
Activistes antiglobalització acampant a l'Estadi Carlini

El primer dia es desenvolupà una pacifica manifestació reivindicant els drets de les persones migrants extracomunitàries, en la qual participaren moltíssims grups socials i organitzacions polítiques, migrants i ciutadans genovesos. S'estimà una assistència d'unes 50.000 persones.
De mentre, continuaven arribant a Gènova grups organitzats i multitud de persones, amb la vista posada en les dues grans manifestacions de divendres i dissabte. Per allotjar als manifestants es van habilitar diverses infraestructures com poliesportius i estadis de futbol.

### Divendres 20 de juliol
La jornada del divendres va ser la més dramàtica. Va ser el dia en el qual el manifestant antiglobalització Carlo Giuliani va ser assassinat i en el qual es van produir majors desperfectes a la ciutat.

#### Accions dels col·lectius dins del GSF

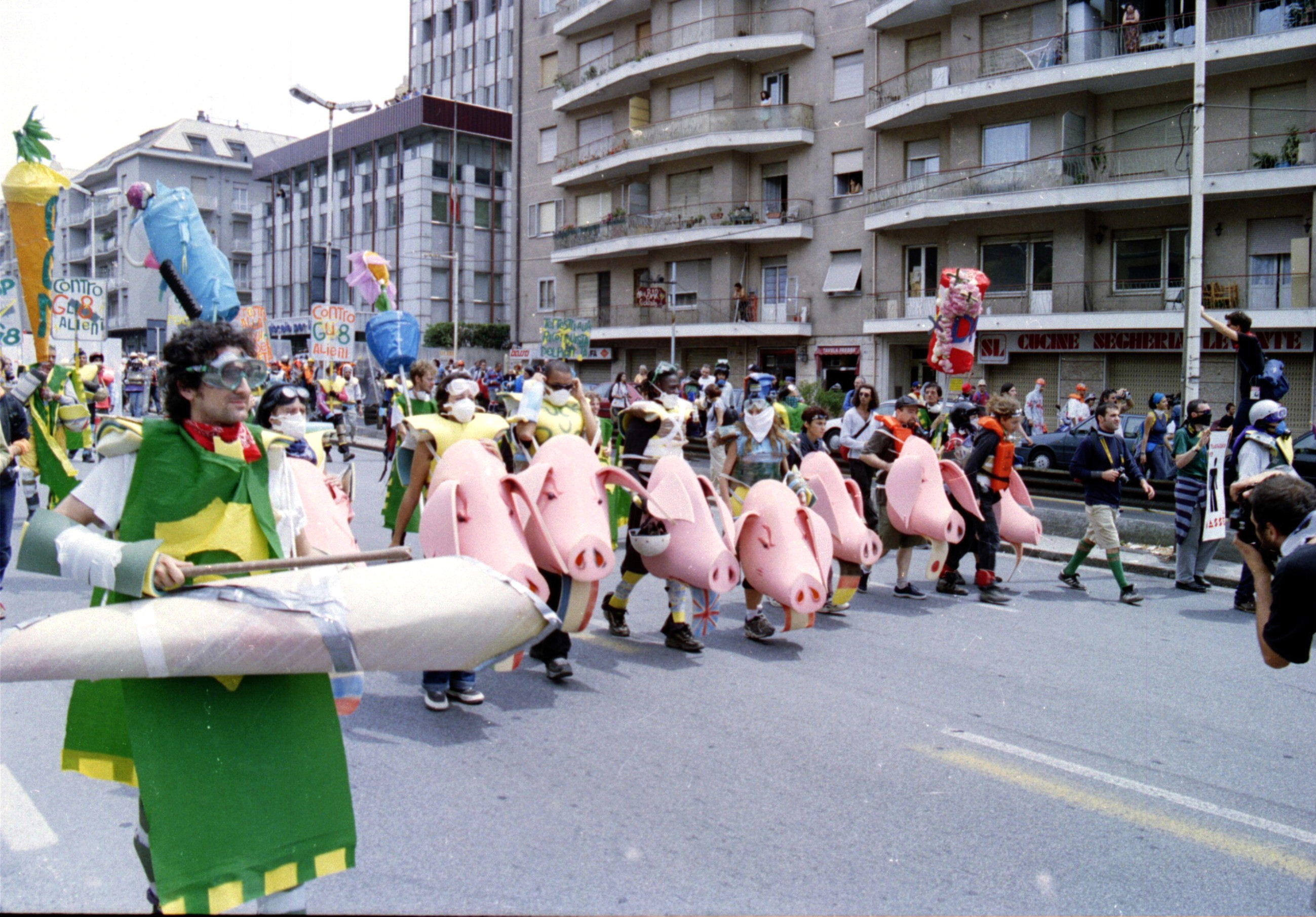
Manifestació dels Tute Bianche a Corso Europa

Dins del programa del Genoa Social Forum estaven previstos diversos actes reivindicatius en diferents indrets de la ciutat:
- Una manifestació de treballadors en vaga des de Piazza Montano a Piazza Di Negro que es va desenvolupar sense incidents.
- Una manifestació de la Xarxa Lilliput, Xarxa Contra G8, Legambiente i la Marxa mundial de dones, des de Piazza Manin fins a una de les entrades de la zona rossa a Piazza Corvetto.
- Un acte de CIB Unicobas i la Xarxa pels drets globals a Piazza Paolo da Novi, dedicat a temes d'ocupació. En aquesta acte van aparèixer de forma imprevista manifestants del Bloc negre.
- Una manifestació dels Tute Bianche i altres grups des de l'Estadi Carlini amb intenció de violar la zona rossa mitjançant tècniques noviolentes, usant els seus cossos i protegits per cascos, proteccions de goma-escuma i escuts de polimetilmetacrilat.
- Una manifestació de Globalise Resistance des del Piazzale John Fitzgerald Kennedy amb intenció de sobrepassar pacíficament la zona rossa.
- Una manifestació convocada per Attac, ARCI, Rifondazione Comunista, Fiom Cgil, UDS i UDU des de Piazza Carignano.
- Attac-França, per la seva banda es va manifestar des de Piazzale Kennedy fins a Piazza Dante, on una noia i un ancià van aconseguir ultrapassar la zona rosa, essent detinguts sense oposar resistència.
- Al matí un grup d'activistes de Greenpeace van intentar arribar a la zona rossa amb un globus aerostàtic, però van ser bloquejats per la policia.

#### La tàctica del Bloc Negre
D'altra banda, a Gènova estaven presents diversos grups amb la intenció de dur a terme accions a l'estil del Bloc negre. Cal destacar que encara que els mitjans de comunicació tendeixin a identificar-lo amb qualsevol acció violenta, els seus partidaris l'usen per a definir una tàctica més concreta, que pot resumir-se en: 
- L'ús de la violència contra objectes, no contra persones (encara que es permeti l'«autodefensa dels atac de les forces de l'ordre»).
- L'atac a propietats de multinacionals i de l'estat, mai a particulars ni a petits comerços (si bé és força comú creuar automòbils al carrer per a impedir el pas de la policia).

Per a desenvolupar aquesta estratègia un grup de manifestants va atacar, a primera hora del matí, una estació de servei de Q8, a fi de proveir-se de gasolina per a fabricar còctels molotov.

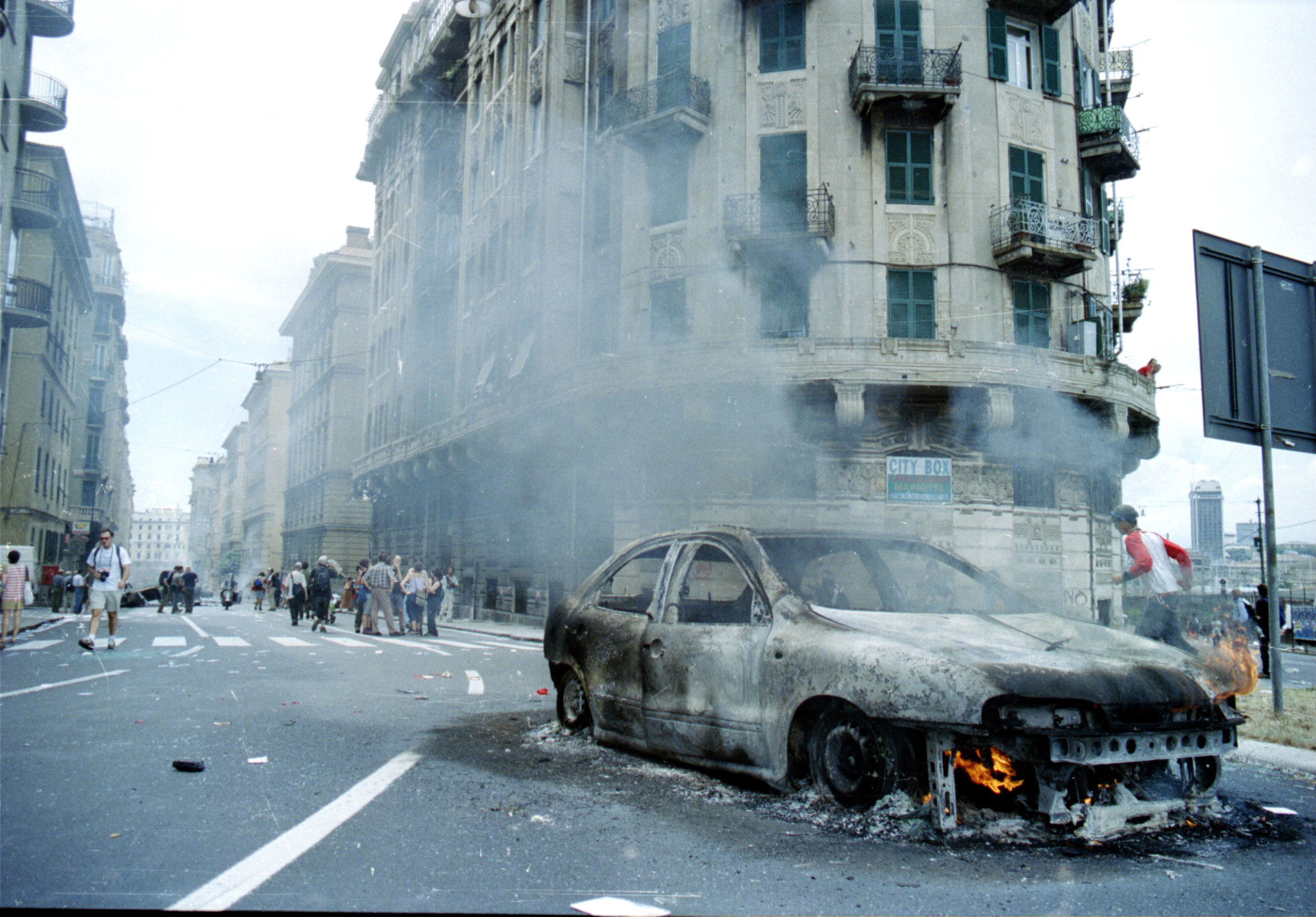
Cotxe incendiat entre Via Montevideo i Tolemaide

Des del migdia, activistes del Bloc negre participen de les manifestacions pacífiques provocant enfrontaments violents amb la policia, amb l'ús de còctels molotov, pedres i pals. Els cossos de seguretat van respondre amb gasos lacrimògens i diversos trets amb arma de foc (divuit segons les fonts policials, alguns recollits per fotògrafs). Cal destacar que durant tota la jornada es van produir enfrontaments entre manifestants partidaris del Bloc negre i altres manifestants que intentaven mantenir el caràcter pacífic amb el qual s'havien convocat les manifestacions.
Sobre les 14:30, un petit grup s'allunyà del centre i es dirigí a la presó de Marassi. Els sis furgons blindats i els dos Land Rover Defender de la policia que custodiaven l'accés a la presó fugen llançant gasos lacrimògens. La porta de la presó va ser atacada amb pedres i còctels molotov.
Els fets de la presó de Marassi és un dels exemples que es posen per acusar la policia d'haver deixat actuar amb certa permissibilitat el Bloc negre, per a poder justificar el desmesurat ús de la força durant la cimera. Des del Genoa Social Forum i des de diversos mitjans de comunicació es denuncià que el Bloc negre es va moure lliurement durant els tres dies de la cimera i les escasses intervencions de la policia es van fer tard i de forma ineficaç. Aquesta ineficàcia va provocar que cap dels participants en les accions del Bloc Negre estigués entre el centenars de manifestants detinguts, a pesar que les autoritats coneixien on s'allotjaven molts dels grups afins.
També es denuncià que moltes de les accions del Bloc negre van poder ser provocades per policies infiltrats. Aquestes acusacions es basen en les múltiples imatges (com les ja recollides en anteriors contracimeres) en les quals es veuen suposats manifestants del Bloc negre parlant tranquil·lament amb la policia.

#### Els enfrontaments de Via Tolemaide

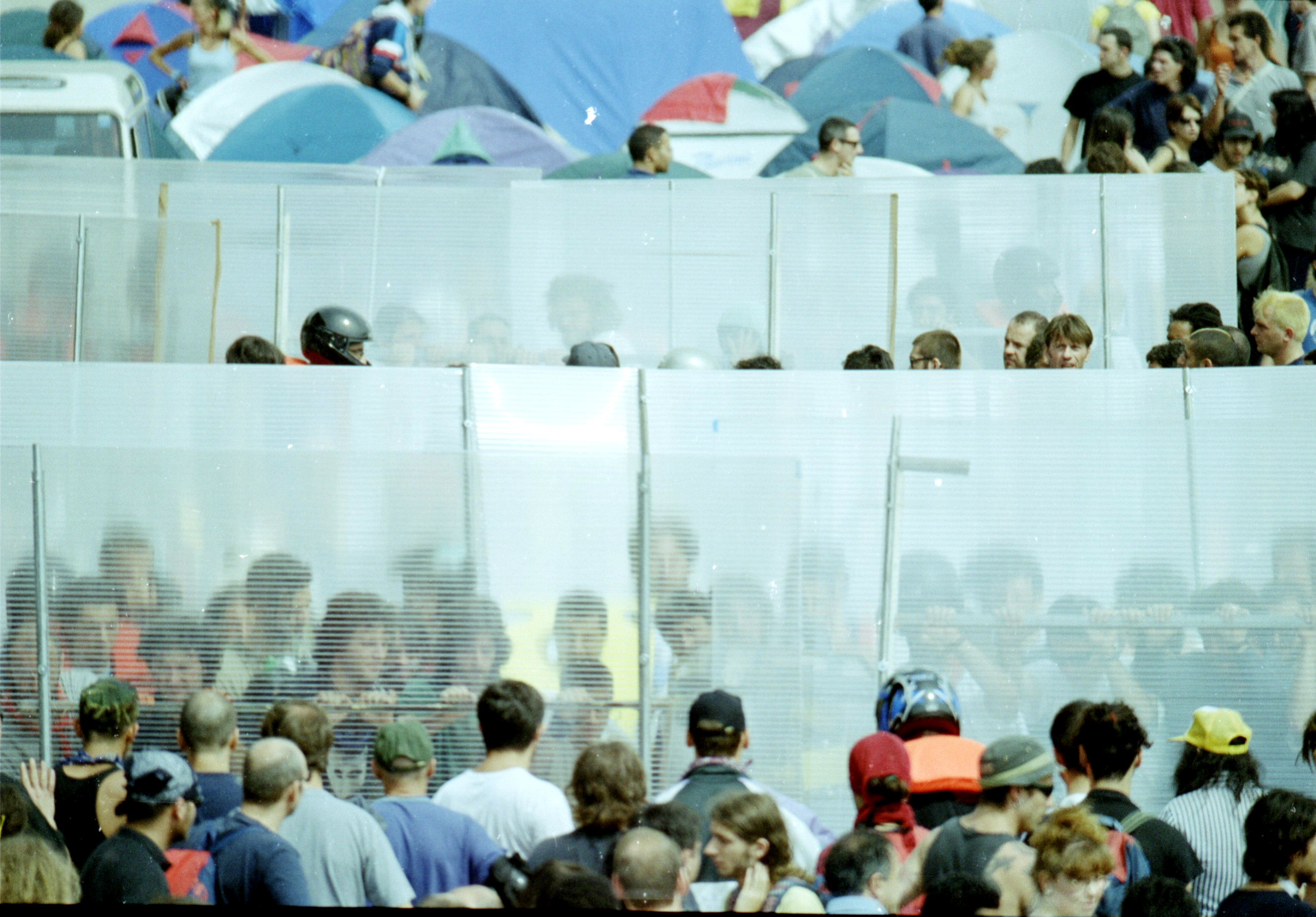
Escuts de plàstic usats pels Tute Bianche

Per Via Tolemaide passava la manifestació autoritzada dels Tute Bianche, una de les més nombroses, amb unes cent mil persones. El principi de la manifestació estava protegit per grans escuts de plàstic amb rodes i davant dels escuts hi anava una grup de mediació amb la policia format per diversos diputats i portaveus del Genoa Social Forum, als quals acompanyava un núvol de periodistes.
Quan la manifestació entrà a Via Tolemaide, uns 300 carabinieri a peu, amb blindats i camionetes entren al carrer. Quan la manifestació queda bloquejada davant de la policia, a l'altura del passatge subterrani de les vies del tren, es produeix un llançament de pedres (segons les declaracions dels periodistes i les imatges mostrades en el judici es tractaria d'entre dues i tres pedres, possiblement des d'un pont proper per gent aliena a la manifestació. La policia inicia immediatament un llançament massiu de gas lacrimogen per a després efectuar una forta càrrega contra els manifestants.
Els periodistes presents van manifestar l'incomprensible de l'actuació de les forces de seguretat, que haurien tolerat durant hores actes vandàlics de manifestants violents i carregaven contra la manifestació autoritzada després d'uns segons de contacte visual.
Durant el judici, es posà de manifest el cas estrany de la decisió de carregar contra la manifestació en escoltar-se l'enregistrament de la ràdio interna de la policia en la qual l'operador cridava: «Nooo!... Estan carregant contra els Tute Bianche, porc Judes!, havien d'anar a Piazza Giusti, no a Via Tolemaide... Han carregat contra els Tute Bianche!». També es van escoltar les nombroses peticions del dirigent de la comissaria de Gènova, responsable de la seguretat de la manifestació, demanant als carabinieri que es retiressin i deixessin passar als manifestants.

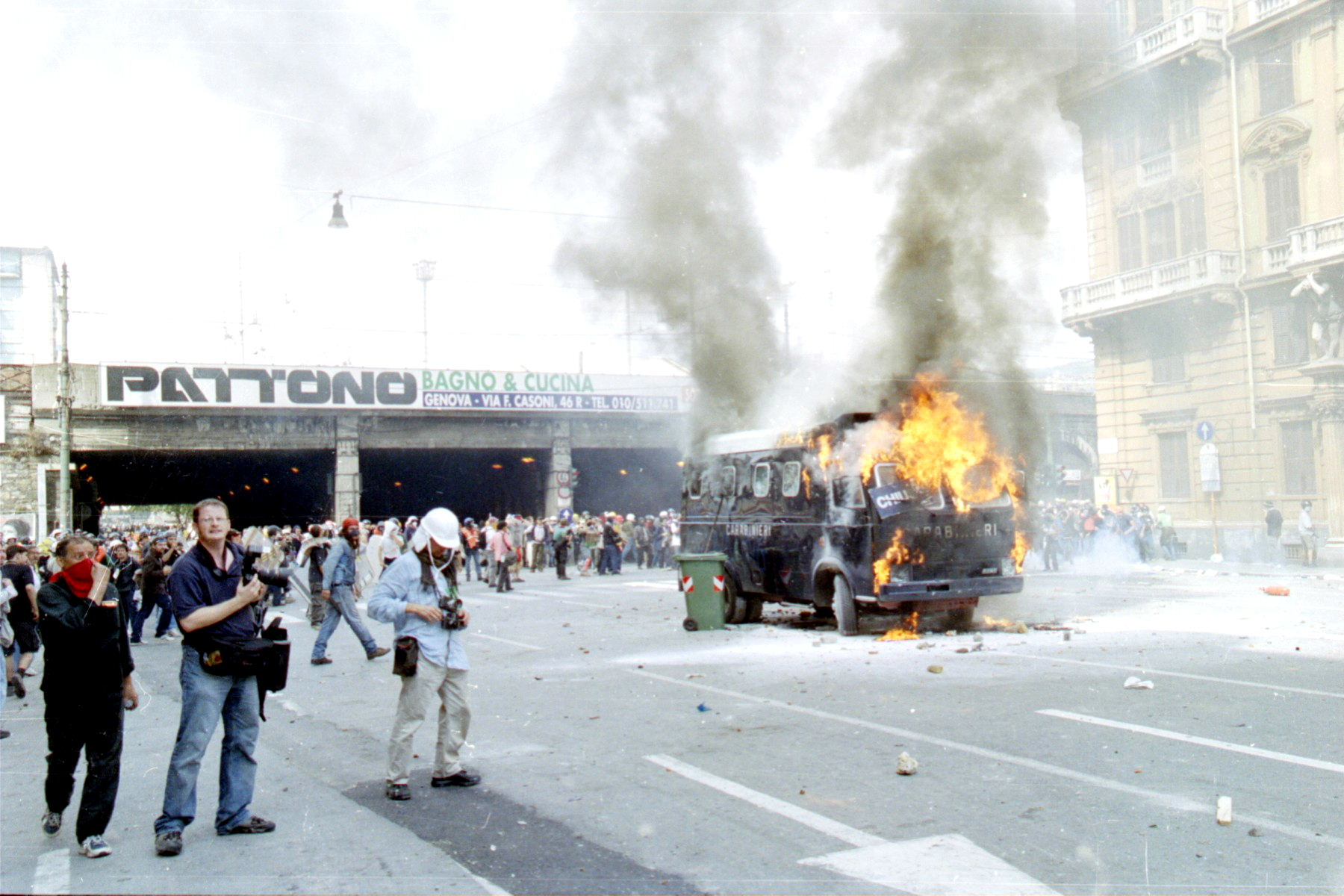
La furgoneta de carabinieri incendiada prop del passatge subterrani

Després de la primera càrrega els carabinieri es repleguen i el capdavant de la manifestació es reorganitza. Alguns manifestants assalten un furgó blindat abandonat per la policia i li calen foc. El grup de carabinieri havia perdut el contacte amb la central, des de la qual intentaven ordenar-los que es retiressin, i decideixen tornar a carregar contra la manifestació, aquesta vegada sense poder usar gas lacrimogen ja que l'havien gastat tot (malgrat les màscares a molts policies se'ls va diagnosticar problemes crònics de respiració, després de l'enorme quantitat de gas utilitzat). Durant les successives càrregues es produeixen enfrontaments brutals car la policia va llançar contra la manifestació furgons blindats a tota velocitat, fet qualificat de crim per Spartaco Mortola i la Divisione Investigazioni Generali i Operazioni Speciali de Gènova. Els manifestants calen foc a contenidors d'escombraries i cotxes per construir barricades que impedeixin les càrregues de la policia. Va ser durant aquestes càrregues que es van produir les majoria de detencions de la cimera.

#### Els enfrontaments de Piazza Alimonda: la mort de Carlo
La Piazza Alimonda és una plaça situada al barri de Foce. Com testimonien moltes fotografies, sobre les tres de la tarda l'ambient era tranquil a la plaça plena de manifestants. Pocs minuts després apareix un grup de carabinieri des de Via Invria, que comença a llançar gasos lacrimògens contra els manifestants, aquests reaccionen creuant contenidors d'escombraries.
A les 17:00 arribà a la plaça la companyia de carabinieri comandada pel capità Claudio Cappello, acusat de tortures durant la missió italiana a Somàlia, que tornà a carregar contra els manifestants. Segons la versió oficial, la càrrega es realitzà per temor al fet que els manifestants ataquessin el grup de forces de l'ordre, tot i que segons les reconstruccions fetes sobre la base de les nombroses fotografies de la plaça, els manifestants no donaven cap signe d'hostilitat. Durant la investigació es posà de manifest que aquesta intervenció tancava totes les vies de fugida als manifestants, ja que en la sortida cap a Via Tolemaide s'estava produint una altra càrrega policial. De fet, diversos manifestants van optar per contraatacar les forces de l'ordre que, no podent controlar la situació, iniciaren una desordenada retirada.

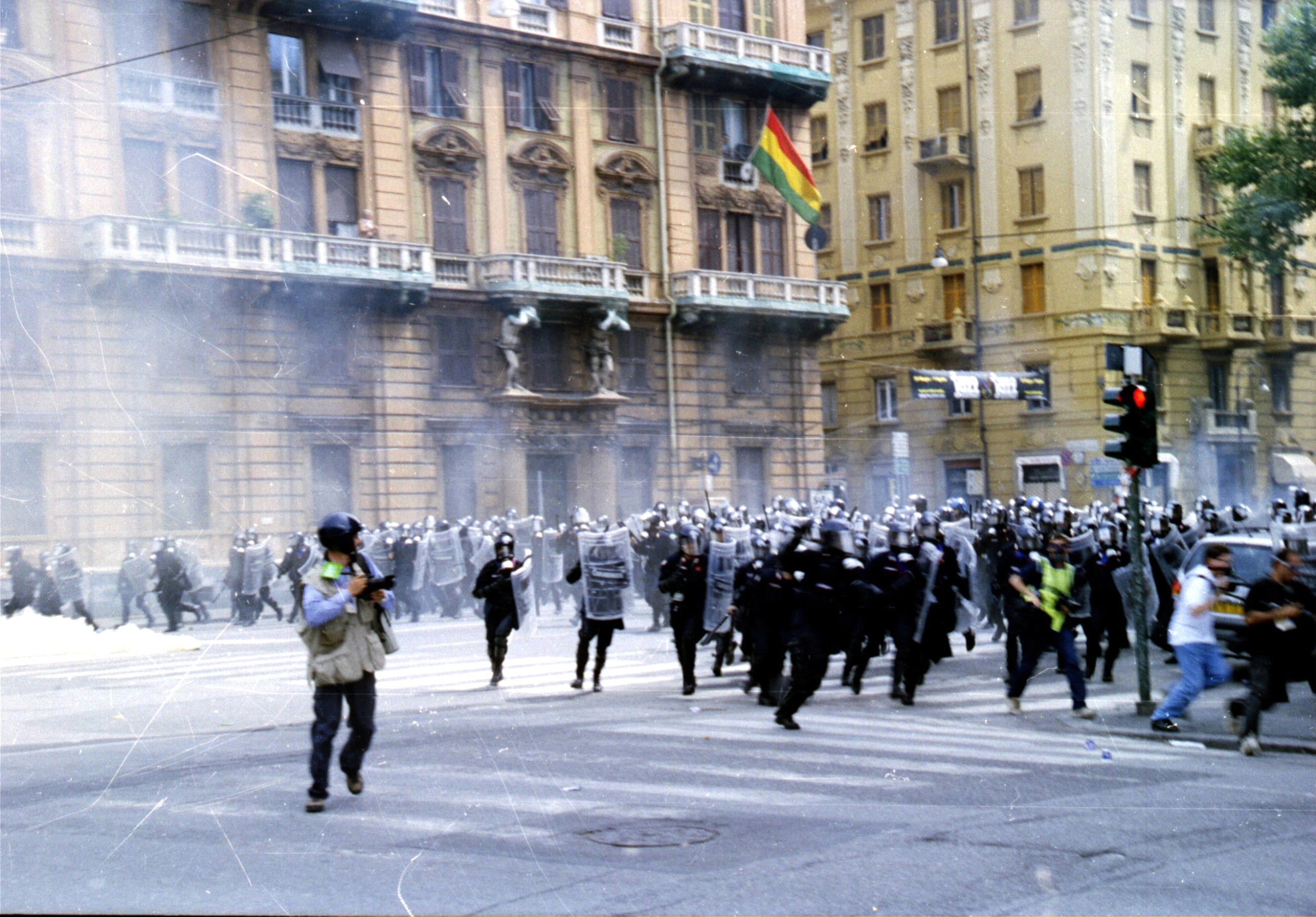
Càrrega policial a Corso Torino

En la retirada, un dels Land Rover dels carabinieri amb tres joves militars a dins es cala de forma inesperada. Uns quinze manifestants l'abasten i comencen a copejar el cotxe. Un manifestant cobert amb un passamuntanyes, identificat més tard com Carlo Giuliani, s'acosta al vehicle brandant un extintor, quan està a dos o tres metres rep un tret efectuat des de l'interior del Land Rover. Giuliani cau a terra. Immediatament després el vehicle arrenca passant dues vegades per sobre seu, encara viu. El conductor, interrogat pel jutge, declararà que no havia escoltat els trets i que no es va adonar de la presència del cos, al que va confondre amb una «borsa d'escombraries».
Quan mitja hora després arriba l'ambulància, Giuliani ja estava mort, sense haver rebut cap ajuda de les forces de l'ordre que, immediatament després dels trets, van reprendre la plaça.

### Dissabte 21 de juliol
Després dels fets del dia anterior es van produir diverses demandes d'anul·lació de la contracimera i, finalment, el Genoa Social Forum va decidir convocar una gran manifestació unitària i pacifica des de Corso Itàlia fins a la zona de Foce. La manifestació, a la qual van acudir entre 250.000 i 300.000 persones, es va convertir en un acte d'homenatge a la memòria de Carlo Giuliani. Les organitzacions van col·locar les seves banderes a mitja asta o li van posar llaços negres i es van repartir milers de braçalets negres (la majoria fets de forma espontània tallant bosses de plàstic). Els càntics es van centrar en recordar a Carlo, recalcar el caràcter pacífic dels manifestants i, sobretot, denunciar la violència policial, essent el més repetit «As-sas-sini!», dirigit als cossos policials.
Una altra de les conseqüències dels esdeveniments del dia anterior va ser que els convocants de la manifestació van redoblar els seus esforços per a distingir els manifestants pacífics dels violents. La majoria dels actes es van dotar d'un servei d'ordre per a evitar barrejar-se amb el Bloc negre. Aquest, per la seva banda, va actuar des de primera hora del matí a la Piazza Raffaele Rossetti. Alguns manifestants, com els membres del sindicat agrari francès Confédération Paysanne, van intentar convèncer els membres del Bloc negre perquè deixessin de dur a terme accions violentes, sense aconseguir-ho. Tampoc les nombroses trucades al 113 (número d'emergències italià) no van aconseguir que intervingués la policia que estava en les rodalies de la plaça. El sotscap de policia, Pasqual Guaglione, reconegué en el seu interrogatori que va assistir als actes de vandalisme des de les 10:30, però que no va ordenar la càrrega policial fins a les 15:30, quan la manifestació pacífica va arrencar.
Quan començaren les càrregues policials, alguns membres del Bloc negre intentaren unir-se a la manifestació, però els serveis d'ordre de les organitzacions convocants els ho impediren. Els organitzadors decidiren desviar la marxa cap a Via Caserigis per allunyar-se dels enfrontaments entre els cossos policials i el Bloc negre, tanmateix, la policia carregà contra la manifestació autoritzada, tant des de Via Caserigis com des de Corso Italia, tancant gairebé totes les vies d'escapament. La manifestació quedà partida en dos a l'altura del passeig marítim, on la policia realitzà un intens llançament de gasos lacrimògens, utilitzant fins i tot un helicòpter. Els manifestants que quedaren dispersos entre les dues meitats foren perseguits per les forces policials, produint les rocambolesques imatges d'antiavalots corrent per la platja entre els banyistes, que juntament amb altres habitants de la zona auxiliaren els manifestants amb aigua per apaivagar l'efecte irritant dels gasos lacrimògens.
Alguns manifestants començaren a realitzar barricades defensives creuant cotxes i calant-los foc al passeig marítim, on la policia seguia carregant, per a impedir l'avenç dels cossos repressius. L'endemà diverses organitzacions van emetre comunicats justificant la construcció de barricades davant la impossibilitat física de fer retrocedir 200.000 manifestants amb les vies d'escapament bloquejades per les càrregues policials als carrers paral·lels. Els enfrontaments van durar diverses hores i van provocar centenars de ferits i desenes de detinguts.

#### L'assalt a l'escola Díaz
L'escola Díaz, situada al barri d'Albaro, havia estat cedida al FSG com a seu per als mitjans de comunicació i per a l'allotjament de manifestants. Sobre les 21:00 del dissabte alguns ciutadans van informar de la presència al barri d'alguns manifestants creuant contenidors i desfent-se de cascos i bastons. Una patrulla de la policia comprovà que hi havia unes cent persones davant de l'escola Díaz. Després de denunciar un atac a una patrulla policial a la zona, els cossos de seguretat ordenaren un registre de l'escola Díaz i, oficialment per error, de la veïna escola Pascoli, on estaven dormint 93 persones, la majoria periodistes acreditats.
Desenes de policies antiavalots esbotzaren la porta de l'escola i copejaren amb brutalitat els presents que no oposaren resistència atès que la majoria estava dormint. Les imatges gravades des de l'edifici de davant mostren desenes de persones evacuades en llitera pels serveis sanitaris, de les quals una restà en coma durant tres dies. Es van registrar 63 ferits, tres amb pronòstic reservat: l'estudiant alemanya d'arqueologia Melanie Jonasch (amb fractura cranioencefàlica, contusions múltiples i hematomes a l'esquena); l'alemany Karl Wolfgang (trauma cranial i hemorràgies); i el periodista anglès Mark Covell (perforació de pulmó, trauma cranial i pèrdua de 10 dents). El periodista va declarar que va intentar fingir que estava mort però així i tot van continuar pegant-li. Les imatges de l'interior de l'escola que mostrà la televisió després del registre, amb el terra i les parets plenes de sang, van ser qualificades per alguns grups parlamentaris com un registre «a la xilena», en referència als crims de l'època d'Augusto Pinochet.
Totes les persones presents a les dues escoles van ser detingudes, encara que no se'ls va comunicar els motius de la detenció. Algunes d'elles es van assabentar per la premsa a l'hospital que estaven acusades d'associació delinqüent amb finalitats de devastació i saqueig, resistència agreujada i tinença d'armes. Aquesta última acusació era fonamental ja que és l'únic cas que la legislació italiana preveu per a una detenció massiva sense ordre judicial.
Després de l'assalt, la policia convocà una roda de premsa, en la qual no es permeteren preguntes, per a mostrar les armes requisades a l'escola, que justificaria la detenció en massa: unes barres de metall (que de seguida es descobriria que eren part de les obres de reestructuració de l'escola) i dos còctels molotov. Unes imatges de la televisió local de Gènova, que mostraren la pròpia policia introduint a l'escola els còctels molotov, portaren a la confessió d'un agent que admeté haver rebut l'ordre de traslladar les proves falses a l'escola. Totes les arrestades a l'escola van ser posades en llibertat.
El GSF va denunciar que durant el registre a l'escola, que albergava la seu dels mitjans i la dels seus advocats, van desaparèixer diversos discos durs i ordinadors portàtils dels periodistes amb les imatges sobre les manifestacions i els enfrontaments, la qual cosa feu sospitar que l'acció estava destinada a esborrar proves. L'associació nacional de periodistes es va posicionar com a part civil en la denúncia contra la irrupció violenta a l'escola.

## Conseqüències

### Penals
Set anys després dels atacs de les forces de seguretat als grups opositors a la globalització, un tribunal italià va condemnar a 15 funcionaris per abusos d'autoritat, violència, ultratges i tortura a manifestants durant les protestes contra la cimera del G8 celebrada a Gènova el 2001. El jutge decretà penes de cinc mesos a cinc anys a 15 policies i funcionaris del servei penitenciari i alguns metges. Altres 30 agents foren absolts de tots els càrrecs entre ela quals s'inclogué l'assalt.
Els manifestants van assegurar que van ser copejats i escorcollats per la policia, segons la fiscalia sense arribar a ser torturats. La reunió del G8 de 2001 va ser una de les més violentes en la història del grup dels vuit països més industrialitzats del món. Els enfrontaments entre activistes antiglobalització i les forces de seguretat van deixar un mort, Carlo Giuliani, que va morir d'un tir al cap que li va disparar un policia, més tard declarat innocent després d'al·legar que va disparar en legítima defensa, així com centenars de ferits.
Els 45 processats van ser acusats de brutalitat policial en una escola on els manifestants van sojornar durant la cimera i a la caserna de Bolzanetto on van ser conduïts tots els detinguts durant les protestes.
Patrizia Petruziello, una de les fiscals del cas, va denunciar que molts van sofrir «tracte inhumà i degradant», segons els criteris del Tribunal Europeu de Drets Humans. Un oficial de policia va dir el 2007 que les forces de l'ordre «van massacrar els grups antisistema» i que la policia, com va dir el seu cap, Michelangelo Fournier, s'havia mantingut en silenci «per una estranya mescla de vergonya i corporativisme».